# Домра
До́мра — русский, украинский и белорусский народный струнный щипковый музыкальный инструмент. Домра имеет корпус полусферической формы. Звук струн производится при помощи медиатора. Характерным приёмом звукоизвлечения является тремоло. Существуют два вида домр: трёхструнная домра с квартовым строем, традиционно использующаяся в России, и четырёхструнная домра с квинтовым строем, получившая наибольшее распространение в Белоруссии и на Украине. Домра используется для сольного исполнительства (домра малая, прима) и в составе ансамблей и оркестров русских народных инструментов.
Домра широко применялась скоморохами на Руси в XVI—XVII веках как сольный и ансамблевый («басистая» домра) инструмент, но начиная с XVII века, после выхода ряда церковных и государственных указов (один из них 1648 года царя Алексея Михайловича «Об исправлении нравов и уничтожении суеверий»), согласно которым скоморошество подвергалось гонениям, инструмент не использовался. С исчезновением скоморохов исчезла и домра.
Современный облик домра обрела в 1896 году, после реконструкции В. В. Андреевым вятской балалайки. На основе этого инструмента, в 1896–98 годах, мастерами-художниками Ф. С. Пасербским, С. И. Налимовым (работал при оркестре Андреева 26 лет), Н. П. Фоминым, П. П. Каркиным, было создано семейство оркестровых домр, ставших основой Великорусского оркестра Андреева. В 1908 году по инициативе дирижёра Г. П. Любимова, вместе с мастером С. Ф. Буровым, была разработана группа четырёхструнных домр.

## Этимология
«Домра» — слово, заимствованное из тюркского: ср. тат. dumbra «балалайка», крым.-тат. dambura «гитара», тур. tambura «гитара», казах. dombıra, калм. dombr̥. Сюда же домраче́й (домраче́я) — музыкант, играющий на домре, из тюрк. *domračy; ср. казначе́й, казна́. В современном русском языке исполнитель на домре называется домристом.
Домра фигурирует как атрибут скоморошьего ремесла, обычно в совокупности с другими инструментами: гуслями, волынками, зурнами, бубнами.
Поговорки «рад скомрах о своих домрах»; «любить — игра, купить — домра»; «у Ерёмы гусли, у Фомы домра»… дают повод предполагать, что ударение в названии инструмента падало на последний слог: домра́.
От названия инструмента происходят фамилии Домрин, Домрачев, Домрачов, Домрачеев, Домрачиев и Доморников, а также деревни Домрянка (ныне — город Добрянка в Пермском крае) и Домрачёво/Домрачева Курагинского сельсовета Красноярского края (по состоянию на 1926 год заброшено в 1970-х годах как неперспективное и ныне не существует) и село Домрино в Тамбовской губернии (по состоянию на начало XX века).

## История

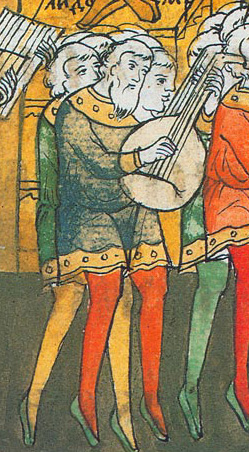
Музыканты, играющие на домрах (лютнях?). Годуновская псалтирь, 1594 г.

Впервые струнные инструменты с грифом в репертуаре древних русичей упоминаются в «Книге драгоценных ожерелий» Ибн Русте начала X века. Автор называет их лютнями и танбурами, но являлись ли эти инструменты домрами, неизвестно. Также струнный грифовый инструмент среди русичей упоминает Аль-Фараби, он описывает его следующим образом: небольшой корпус, узкий гриф с навязанными на нём ладами, двумя-тремя струнами, прикрепляемыми снизу корпуса к специальной ножке и через подставку натянуты на колки. При дворе Софьи Палеолог из Европы в качестве придворных музыкантов завозились лютнисты, что могло повлиять на появление/модификации домры у скоморохов, которые пытались скопировать/модифицировать европейскую лютню.
Наибольшее распространение домра получила в XVI—XVII веках у скоморохов как сольный и ансамблевый инструмент. Именно этим временем датируется большинство упоминаний домры. Самое раннее письменное упоминание домры встречается в «Поучении митрополита Даниила»:

Ныне же суть нецыи от священных, яже суть сии пресвитери и диакони, и иподиякони, и четци и певци, глумяся, играют в гусли, в домры, в смыки…
Сведения о домре в России сохранились в старинных дворцовых записях, миниатюрах рукописей, изображающих музыкантов царя Давида (были открыты исследователем М. И. Имханицким в середине 1980-х гг.) и на лубочных картинках. Игроки на домре назывались домрачеями, чуть реже — доморниками и домерщиками. Из дворцовых записей известно, что в начале XVII века в Москве существовал торговый Домерный ряд, специализировавшийся на продаже музыкальных инструментов, самым распространённым, как ясно из названия, была домра.
В Польше сохранилось издание Библии перевода Семёна Будного (Несвижская, 1571−72 гг., так называемая «арианская»), в котором используется название инструмента «домры» как перевод слова «органум», то есть «инструмент», чтобы подчеркнуть всеобъемлющее прославление народом Бога в Псалмах Царя Давида («Хвалите Господа на домрах»). В то время домра была распространена в Великом княжестве Литовском (современные Украина, Литва, Белоруссия и западная часть России, где официальным языком был западнорусский общий книжный язык для украинского и белорусского языков того времени), и поляками воспринималась как народный (неблагородный, хотя звучал при дворе Великих князей Радзивиллов). Также считается «казацким» инструментом, как и украинский торбан.
Древнерусская домра, как и современная, представляла собой щипковый инструмент с декой и круглым корпусом, в наличии было от четырёх до шести струн, вероятнее всего, жильных. Она была диатонической (если даже не безладовой), имела до пяти жильных перевязок вокруг шейки грифа в необходимых музыканту позициях. Конструкция до конца не выяснена, домры могли быть как и долблёными, так и склеенными из склёпок. Скорее всего, как и сейчас, процесс изготовления был сложным, и домры изготавливались не самими музыкантами, а ремесленниками. Звук, судя по прорисовкам рук музыкантов при игре, извлекался путём бряцанья указательным пальцем правой руки по всем струнам одновременно или защипыванием струн пальцами правой же руки, мог использоваться плектр-медиатор. Искусствовед, профессор Российской академии музыки им. Гнесиных и композитор Михаил Имханицкий на основании миниатюр условно выделяет два вида домр: лютневидную (т. н. «басистая большая») с пятью-шестью струнами, крупным корпусом, коротким грифом и отодвигающейся назад головкой, и танбуровидную (т. н. «домришко») с четырьмя струнами, маленьким корпусом, длинным и широким в то же время грифом и прямой головкой. Имханицкий обнаруживает «поразительную схожесть [танбуровидных] домр с современными, имеющими в данном случае не овальный, а круглый корпус и небольшой гриф». Также Имханицкий считает танбуровидную домру более общераспространённым инструмента, с лютневидную — исключительно скоморошьим. Однако Ю. В. Яковлев считает все изображённые в миниатюрах домры лютневидными, да и сам Имханицкий, наряду с предположением существования двух видов домр, также предполагает, что домрой в Московской Руси назывался любой струнно-щипковый грифный инструмент.
Со второй половины XVII века до начала XX века на Среднем и Северном Урале в русских селениях существовал торнабой — компактный восьмиструнный щипковый инструмент, подобный домре и украинской бандуре. Инструмент, судя по описаниям, обладал восемью латунными струнами, три из которых располагались на грифе, а пять — на корпусе инструмента овальной формы. В отличие от обычной домры, у торнабоя струны были металлическими. Шейка грифа имела пять навязных ладов. На Среднем и Северном Урале торнабой был более всего популярен в XVII—XVIII веках. На торнабое, играл легендарный музыкант, сказитель и собиратель былин Кирша Данилов. По легенде, именно наказанный и сосланный в Сибирь скоморох Кирша Данилов и изобрёл инструмент, а будучи к тому же неисправимым матерщинником, включил в название «торнабой» прочтение матерной фразы в обратном порядке. Также возможно происхождение названия от слова «торбан», обозначающего разновидность бандуры, бытовавшую среди запорожских казаков, шляхты и украинских мещан. Ни одного экземпляра торнабоя не сохранилось до наших дней, существует лишь реконструкция, выполненная Э. И. Соколовым.
В средневековом Московском Государстве домра была инструментом народных музыкантов и актёров-скоморохов. Скоморохи ходили по сёлам и городам и устраивали весёлые представления, в которых часто позволяли себе небезобидные шутки над боярами и церковью. Это вызвало гнев как светских, так и церковных властей, и в XVII веке их начали ссылать или казнить (например, в указании верхотурскому воеводе Рафу Всеволожскому 1649 г. по выполнению царского указа 1648 года в Устюжском и Соль-Вычегодском уездах упоминаются рассмотрения случаев рецидива в Съезжей избе в Верхотурье в присутствии воеводы и подьячего, провинившиеся сурово наказывались, а инструменты разбивались и затем подвергались сожжению). Вместе с исчезновением скоморохов исчезла и домра. Причины исчезновения домры не совсем понятны. Другим инструментом скоморохов были гусли, которые никуда не исчезли. Вполне возможно, домра была более сложна в освоении, нежели другие инструменты, поэтому она прижилась лишь в среде скоморохов. Также возможен вариант боязни владевших игрой на домре быть подвергнутыми наказанию. Достаточно часто в исчезновении домры обвиняют наличие царских указов XVII века, в частности Царскую грамоту 1648 года; но сами указы не были направлены против инструмента — домры (в грамоте названа «момра»), а были направлены против исправления нравов и уничтожении суеверий, в число которых входило скоморошество с их, по мнению властей, языческими и кощунственными элементами; кроме того, царские указы действовали только на территории Русского царства и не имели никакой силы на огромных территориях, таких как Левобережная Украина, перешедшая в состав Русского царства согласно Андрусовскому перемирию в 1667 году, и Правобережная Украина, на протяжении XVII века остававшаяся в составе Речи Посполитой. Также указ 1648 г. не действовал на коренные народы Урала и Сибири. С другой же стороны, домрачеи развлекали царя и придворных, служив в Потешной палате. Работа по отбору лучших музыкантов для двора проводилась ещё при Иване Грозном, а самой большой поклонницей домры была жена Михаила Фёдоровича царица Евдокия Лукьяновна, платившая музыкантам большое денежное жалование.
Вполне возможно, что домра могла существовать до начала XVIII века, о чём свидетельствуют жалоба на служащих Александро-Свирского монастыря под Петербургом (помимо домры также упоминается балалайка), датируемая 1719 годом и вышеупомянутые лубки. Некоторые исследователи считают последним упоминанием домры сведения, представленные в сборнике Румянцевского музея 1754 г., однако, как указывает Имханицкий, в нём «лишь цитируется известный памятник XVI столетия Стоглав». Возможно, именно полная переориентация элиты на европейскую культуру и отрыв её от русской народной и уничтожил домру окончательно. Также рассматривается версия о трансформации домры в балалайку, так как изначально она была разновидностью (или другим названием) танбуровидной домры, и лишь с течением времени стала полноценным инструментом, вытеснив домру. Что интересно, задокументированы балалайки круглой и овальной формы.
В XIX веке никто не знал о существовании музыкального инструмента домра. Лишь в конце века руководитель первого оркестра народных инструментов, музыкант-исследователь Василий Андреев проделал труднейшую кропотливую работу по восстановлению и усовершенствованию русских народных инструментов. Вместе с С. И. Налимовым они разработали конструкцию домры, опираясь на форму и конструкцию найденного Андреевым в 1896 году в Вятской губернии неизвестного инструмента с полусферическим корпусом. Историки до сих пор спорят о том, был ли найденный Андреевым инструмент действительно старинной домрой. Тем не менее, этот реконструированный в 1896 году инструмент получил название «домра». Реконструкция инструмента обладала круглым корпусом, средней длины грифом, тремя струнами и квартовым строем.
Позднее, благодаря ближайшему сподвижнику Андреева, пианисту и композитору Николаю Фомину, было создано семейство домр, которые вошли в состав русского оркестра — пикколо, малая, альтовая, басовая, контрабасовая.
Для расширения диапазона домры предпринимались попытки её конструктивного совершенствования. В 1908 году по предложению дирижёра Г. Любимова мастером С. Буровым была создана четырёхструнная домра, с квинтовым строем, и называлась она домрой прима. «Прима» получила скрипичный диапазон, имела свой глубокий колористический тембр. Впоследствии также появились её ансамблевые разновидности и оркестр четырёхструнных домр.
Сейчас инструмент пользуется популярностью в России, Украине и Белоруссии и странах зарубежья, для него написаны многие концертные и камерные произведения, созданы переложения, в частности, скрипичных произведений.

## Конструкция
Домры и другие щипковые инструменты высокого качества изготавливаются из следующих пород древесины:
- Клён белый (явор) и остролистный, волнистая берёза — кузов инструмента.
- Клён (специальный) — подставка.
- Ель, пихта резонансная (прямослойная, хорошо высушенная) — дека.
- Очень твёрдые породы — гриф.
- Чёрное дерево — накладка грифа, верхний и нижний порожки.
- Твёрдые породы — навесной панцирь домр малых и балалаек прима.

Наилучшие образцы трёхструнных домр изготавливаются по моделям Семёна Ивановича Налимова (1857—1916), также изготавливались по моделям Семёна Ивановича Сотского, инструменты которого, в частности четырёхструнные домры всех видов (прима, тенор и альт) активно использовались в русских народных оркестрах Центрального Главпочтамта города Москвы и московского Дома культуры железнодорожников (примерно с 1938 г.). 
Домра, как и многие другие струнные инструменты, состоит из двух основных частей: полусферического корпуса и грифа.
Основными частями корпуса являются кузов и дека. Кузов формируется путём склеивания семи (реже — девяти) полос дерева — клёпок. Дека закрывает кузов сверху и окантовывается по краям обечайкой. На корпусе находятся кнопки для закрепления струн и нижний порожек, предохраняющий деку от давления натянутых струн. По центру деки, ближе к грифу, находятся семь круглых резонаторных отверстий (одно большое и шесть маленьких вокруг). Как правило, их называют «резонаторным отверстием» (ед. ч. для удобства речи), «голосником» или «розеткой». Над декой, около накладки грифа, имеется навесной панцирь, защищающий деку от повреждений при игре. Для удобства игры и защиты деки в месте соприкосновения предплечья правой руки с корпусом может быть прикреплён подлокотник.
Между резонаторным отверстием и нижним порожком расположена подставка. Она поддерживает струны и передаёт их колебания корпусу.
Гриф вставлен в корпус и закреплён в нём. Сверху на гриф наклеена накладка, в месте соединения головки с шейкой грифа прикреплён верхний порожек. На накладку нанесены тонкие поперечные пропилы, в которые вставляются металлические порожки. Промежутки между металлическими порожками называются ладами. Порядковый счёт их начинается от верхнего порожка. На домре малой 19-26 ладов, на остальных трёхструнных — около 19. На домре приме 24-30 ладов, на остальных четырёхструнных — около 19. На головке грифа имеются колковые валики для закрепления струн. Их натяжение регулируется вращением колков.
От расположения подставки и верхнего порожка зависит высота струн над грифом. Струны, слишком высоко приподнятые над грифом, затрудняют игру на инструменте, их трудно прижимать на ладах. На подставке и на верхнем порожке делаются углубления (прорези) для струн. Подставка устанавливается на деке в точно установленном месте.
Струны домры традиционно более упругие для пальцев, чем, скажем, струны балалайки. Для игры используются стальные струны, а также синтетические.

## Медиатор
Наилучшим материалом для изготовления медиатора является капролон. Форма медиатора овальной формы. Размер зависит от размеров инструмента, и примерно составляет 2—2,5 см длиной и 1,4 см шириной. Толщина медиатора постепенно уменьшается, начиная с 1,5 мм в части, соприкасающейся со струной (нижней части), до 0,5 мм в части, удерживаемой пальцами (верхней части). Правый нижний край медиатора (примерно 1/4 периметра) стачивается под углом для образования фаски, которая затем шлифуется до «зеркального блеска». Медиатор переворачивается и аналогичным образом на нём делается вторая фаска.
В настоящее время широко используются медиаторы из полимерных материалов: капролона, этрола черепахового, капрона мягкого. Для получения приглушённого звука на домрах альт и бас используется медиатор из натуральной кожи.

## Строй

### Трёхструнная домра
| Струна | Нота    | Нотация |
| ------ | ------- | ------- |
| 3      | E1 (ми) |         |
| 2      | A1 (ля) |         |
| 1      | D2 (ре) |         |

Звучание открытых струн трёхструнной домры образует её квартовый строй. Последовательность тонов для домры малой, начиная с 3 струны, самой низкой по тону: E1 A1 D2. Интервалы между соседними струнами составляют чистую кварту.
Музыкальный диапазон трёхструнной домры малой с 24 ладами на грифе составляет две полных октавы и десять полутонов (часть первой октавы, вторую и часть третьей): ми первой октавы — ре четвёртой.

### Четырёхструнная домра
| Струна | Нота      | Нотация |
| ------ | --------- | ------- |
| 4      | Gм (соль) |         |
| 3      | D1 (ре1)  |         |
| 2      | A1 (ля1)  |         |
| 1      | E2 (ми2)  |         |

Строй четырёхструнной домры квинтовый (у домры контрабас — квартовый), аналогичный строю мандолины и скрипки. Последовательность тонов для домры прима: Gм D1 A1 E2. Между соседними струнами квинтовый интервал (как у мандолины).
Музыкальный диапазон четырёхструнной домры примы с 30 ладами составляет три полных октавы и десять полутонов (часть малой октавы, первую, вторую, третью и часть четвёртой октавы): соль малой октавы — ля четвёртой.

## Настройка
Сначала проверяют правильность положения подставки на деке: одна и та же открытая струна и зажатая на XII ладу должна звучать с разницей в октаву. Если звук на XII ладу оказывается ниже, то подставку передвигают в сторону грифа (укорачивают рабочую часть струны), если выше — наоборот. Так проверяют все струны.
Опорной струной, от которой начинают настройку, у домры малой и примы является 2-я. Её настраивают по камертону Ля, фортепиано или баяну.
Все последующие струны настраивают путём образования интервалов между двумя соседними открытыми струнами: чистой кварты для трёхструнной домры и чистой квинты для четырёхструнной домры (домру контрабас настраивают по квартам).
В чистой кварте содержится V полутонов (в квинте — VII), поэтому 2-ю струну зажимают на V ладу и настраивают 1-ю струну в унисон со 2-й, после этого между ними открытыми образуется чистая кварта. Третью (и четвёртую) струну настраивают аналогичным образом, зажимая её на V (VII) ладу и сравнивая её звучание с открытой настроенной струной.

## Виды
Трёх- и четырёхструнные домры вместе с балалайками образуют балалаечно-домровый оркестр. Четырёхструнные домры могут составлять чисто домровый оркестр. Домра прима (малая) является ведущим в оркестре и солирующим инструментом. В настоящее время практически не используются трёхструнные домры меццо-сопрано, тенор и контрабас.
Домры пикколо звучат на октаву выше написанного на нотном стане. Тенор, контрабас, и альт звучат на октаву ниже написанного.
Четырёхструнные домры, по сравнению с трёхструнными, обладают бо́льшим диапазоном звуков почти на целую октаву. Их строй аналогичен строю соответствующих скрипичных инструментов (домра прима — скрипке, альт — альту, бас — виолончели, контрабас — контрабасу) и мандолин.
| Вид           | 3-струнные        | 3-струнные         | 4-струнные  | 4-струнные         |
| Вид           | Строй             | Звучание / Нотация | Строй       | Звучание / Нотация |
| ------------- | ----------------- | ------------------ | ----------- | ------------------ |
| Пикколо       | H1 E2 A2          |                    | C1 G1 D2 A2 |                    |
| Малая / Прима | E1 A1 D2          |                    | Gм D1 A1 E2 |                    |
| Меццо-сопрано | Hм E1 A1          |                    | —           | —                  |
| Альт          | Eм Aм D1          |                    | Cм Gм D1 A1 |                    |
| Тенор         | Hб Eм Aм          |                    | Gб Dм Aм E1 |                    |
| Бас           | Eб Aб Dм          |                    | Cб Gб Dм Aм |                    |
| Контрабас     | Eк Aк Dб Aк Dб Gб |                    | Eк Aк Dб Gб |                    |

| Вид           | 3-струнные | 3-струнные | 3-струнные | 4-струнные | 4-струнные |
| Вид           | Мензура    | Длина      | Лады       | Мензура    | Длина      |
| ------------- | ---------- | ---------- | ---------- | ---------- | ---------- |
| Пикколо       | 260—280    | 460—480    | 19         | 274        | 473        |
| Малая / Прима | 380—400    | 625—630    | 19—24      | 350        | 600        |
| Альт          | 490—505    | 755—780    | 19         | 420        | 703        |
| Тенор         | 585        | 875—880    | 19         | 474        | 754        |
| Бас           | 685—715    | 1020—1065  | 19         | 630        | 970        |
| Контрабас     | 889        |            |            | 990        | 1495       |

## Радиопередачи
- Ленинградское отделение КПП Музфонда СССР: Домра (1979). В передаче принимает участие Шитенков Иван Иванович (1921—1997) — профессор, один из основателей отделения народных инструментов, организатор класса домры в Ленинградской государственной консерватории.